# Coelachne
Coelachne là một chi thực vật có hoa trong họ Hòa thảo (Poaceae).

## Loài
Chi Coelachne gồm các loài: